# Ниоплиас, Никос
Николаос «Ни́кос» Нио́плиас (греч. Νίκος Νιόπλιας; род. 17 января 1965, Галатини) — греческий футболист и футбольный тренер.

## Карьера игрока

### Клубная
Воспитанник школы клуба ОФИ, выступал за эту команду с 1982 по 1993 год, выиграв Кубок Греции в 1987 году. В 1993 году перешёл в «Панатинаикос», завоевав в первом сезоне 1993/94 Кубок Греции и оформив «золотой дубль» на следующий сезон. Участвовал в Лиге чемпионов в том же сезоне, с клубом дошёл до полуфинала. В 1996 году вернулся в ОФИ, где играл до 2002 года, пока не перешёл в «Халкидону». Летом 2004 года завершил карьеру. Всего в Суперлиге Греции сыграл 509 игр.

### В сборной
За сборную до 18 лет Ниоплиас дебютировал на чемпионате Европы 1984 года. В 1988 году с молодёжной сборной вышел в финал чемпионата Европы, дебютировав тогда же в основной сборной. Вместе с командой попал на чемпионат мира 1994 в США, где сыграл все три матча (все матчи греки проиграли). Всего провёл 44 игры и забил один гол за сборную.

## Карьера тренера

### Юношеская сборная Греции (до 19)
Окончив тренерские курсы, Ниоплиас стал в январе 2005 года наставником юношеской сборной Греции (до 19 лет). Он вывел команду в финальную часть чемпионата Европы 2005 года, проходившего в Северной Ирландии, однако там его команда выиграла только у Северной Ирландии и не вышла из группы, проиграв оба оставшихся матча со счётом 3:0 каждый. Впоследствии Никос списал оба поражения на плохую физическую форму игроков. Спустя два года он вывел ту же сборную Греции на чемпионат Европы в Австрии, где греки не проиграли ни одной встречи на групповом этапе (в группе были Испания, Португалия и Австрия. В полуфинале греки вдесятером на последних минутах одолели Германию со счётом 3:2, но в финале уступили тем же испанцам 0:1.

### Молодёжная сборная Греции (до 21)
За свои успехи Ниоплиаса назначили тренером молодёжной сборной в сентябре 2007 года. Со сборной Ниоплиас попытался пробиться на чемпионат Европы 2009 года, но греки заняли третье место в группе и не попали даже в стыковые матчи. После этого Ниоплиас был уволен.

### Панатинаикос
8 декабря 2009 года Никос стал тренером клуба «Панатинаикос», взяв в помощники Кшиштофа Важиху. Ниоплиас заявил, что собирается с момента назначения стремиться к выигрышу титулов с командой. В 2010 году он оформил «золотой дубль», завоевав титул чемпиона и обладателя Кубка Греции. 15 ноября 2010 года, однако, Ниоплиас покинул команду после серии неудовлетворительных результатов.

### Сборная Кипра
В июне 2011 года Никос стал тренером сборной Кипра на время оставшихся матчей квалификации к чемпионату Европы 2012 и чемпионату мира 2014 года. Дебют состоялся в матче с Португалией, который завершился разгромным поражением киприотов со счётом 0:4.

## Статистика в сборных[22]
| Греция (до 19) | 2005 | 2007 | 20 | 11 | 3 | 6  | 55.00 |
| Греция (до 21) | 2007 | 2009 | 14 | 8  | 4 | 2  | 57.14 |
| Кипр           | 2011 | —    | 16 | 2  | 2 | 12 | 12.50 |

## Достижения

### Как игрок
ОФИ
- Победитель Кубка Греции: 1987

Панатинаикос
- Чемпион Греции: 1995, 1996
- Победитель Кубка Греции: 1993, 1994, 1995

### Как тренер
Юношеская сборная Греции (до 19 лет)
- Чемпионат Европы (до 19 лет): 2007 (финалист)

Панатинаикос
- Чемпион Греции: 2010
- Победитель Кубка Греции: 2010